# Castell de Rià
El Castell de Rià, antigament documentat com a Castell d'Arrià, és una antiga fortificació medieval del poble de Rià, de la comuna de Rià i Cirac, a la comarca del Conflent (Catalunya del Nord). Era castell comtal, del Comtat de Cerdanya.
És situat al capdamunt del poble, al nord-oest del centre de la població, al capdamunt del turó en el vessant del qual s'estén el poble. Els carrers que hi menen duen noms relacionats amb el castell: carrer de la Torre, camí del Castell, etc.

## Història

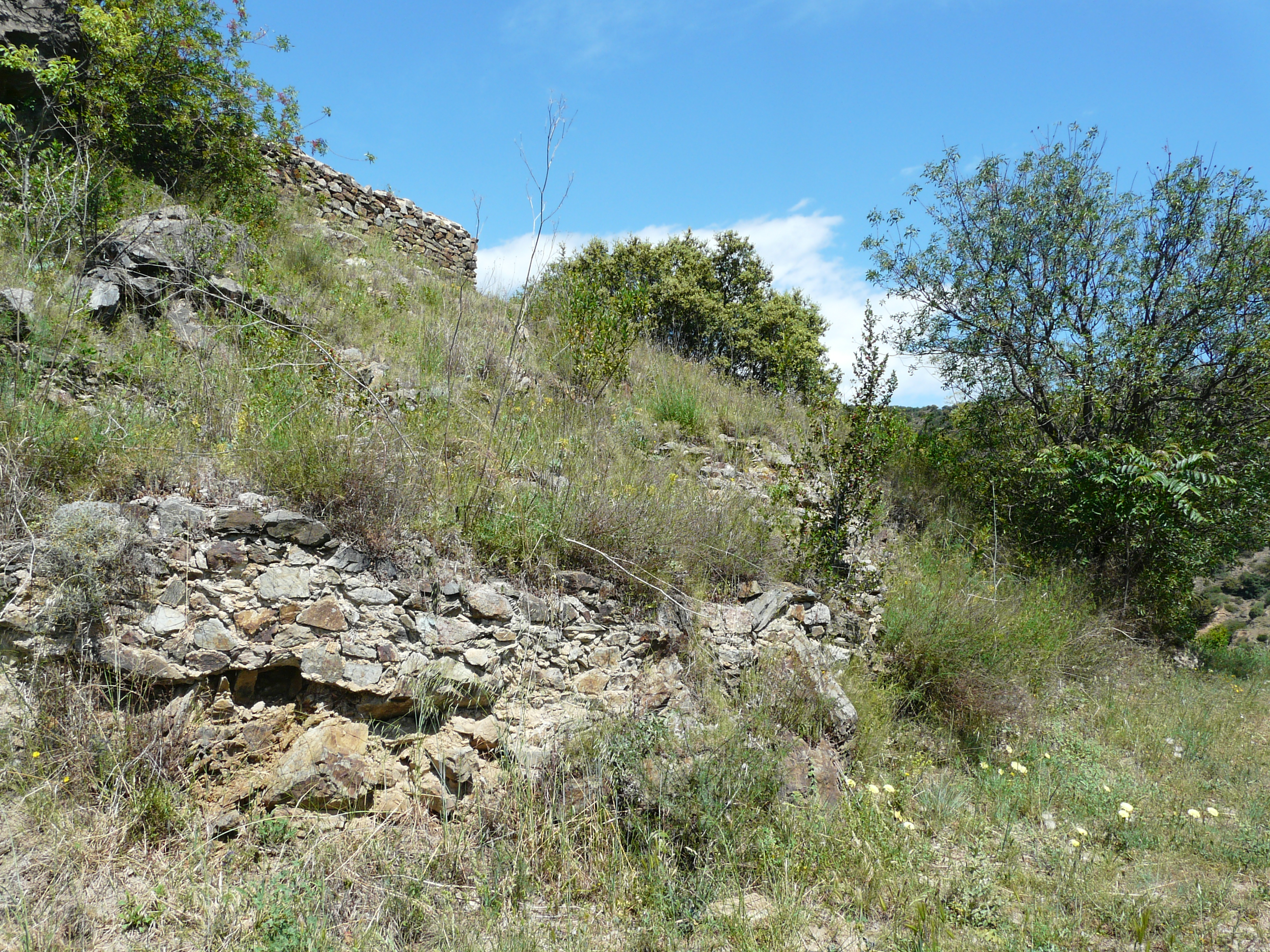
Restes del castell

El poble de Rià és esmentat des del 855, i fou al llarg de la seva història una dependència de l'abadia de Sant Miquel de Cuixà. Es té constància del castell des del 1194, tot i que la seva existència és, per força, molt anterior; la llegenda diu que hi nasqué Guifré el Pilós, vers l'any 840. El 1194, és el rei Alfons I qui esmenta el castell en deixar-lo a disposició de l'abat de Cuixà, atès que era el refugi dels rianencs en cas de conflicte. El segle xiv aquest castell fou un refugi i lloc de resistència dels partidaris de Jaume III de Mallorca. El 1344 sofrí un setge en el qual consta que es van fer servir els instruments de guerra habituals en setges; dos anys més tard fou Pere III qui, després de recuperar el castell, el tornà a cedir a l'abadia de Cuixà.
Ja a l'edat moderna, el castell serví el 1526 d'allotjament de les tropes d'infanteria alemanya de Carles V; en aquells temps es va intentar restaurar el castell. Un segle més, durant la Guerra dels Segadors, aquest castell fou una de les seus de la Conspiració de Vilafranca contra la dominació francesa de la Catalunya del Nord, cosa que, sens dubte, serví de base per al seu enderroc, dut a terme el 1672 per ordre de l'enginyer militar mariscal Sébastien Le Prestre de Vauban. Feliu Beringer, rector de Sant Vicenç de Rià en aquell moment, deixà constància en un Registre de Cristiandat conservat a l'ajuntament de Rià i Cirac, que el 16 de maig del 1672 fou acabat de tirar a terra el Castell de Rià per ordre del rei Lluís XIV de França.

## Les restes del castell

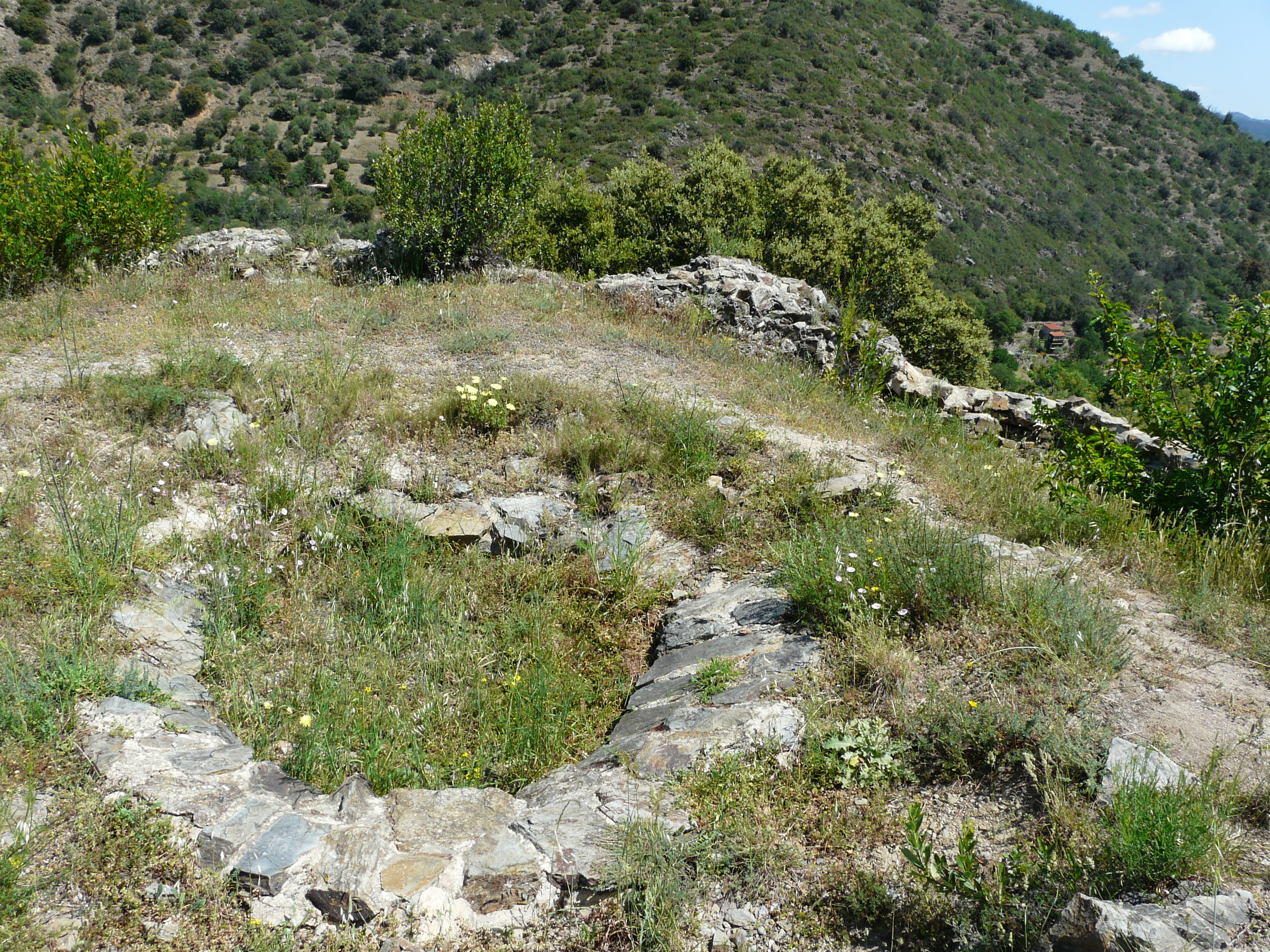
Restes de la torre de l'homenatge i de muralles

Actualment, les restes del Castell de Rià a penes mostren l'arrencada de les parets que el formaven, que, això sí, deixa entreveure la seva planta, sobretot a partir de les diferents campanyes de prospecció arqueològica (1988, 1990, 1992, sobretot, encara que no s'han donat per concloses) que s'hi han dut a terme. Era un castell d'estructura complexa, a partir d'una estructura rectangular, però propera a la planta quadrada, en forma de gran torre, pràcticament tot damunt d'un esperó rocós que li serveix de base. Els marges rocosos en delimitaven el perímetre per tres costats, nord, est i sud, de manera que el feia molt poc accessible; a l'oest, per on hi ha l'accés més fàcils, un vall protegia la muralla del castell. Era artificial, excavat a la roca. La planta del castell era bàsicament rectangular; feia 18 per 16 metres, amb un basament on el gruix de les parets assolia 2,1 m, i uns murs d'un gruix al voltant d'1,35. L'interior era compartimentat, ja que al sector est va aparèixer un mur interior de 0,70 m de gruix. A les excavacions també es va poder veure una estructura ovalada que emparava la boca de la cisterna del castell.

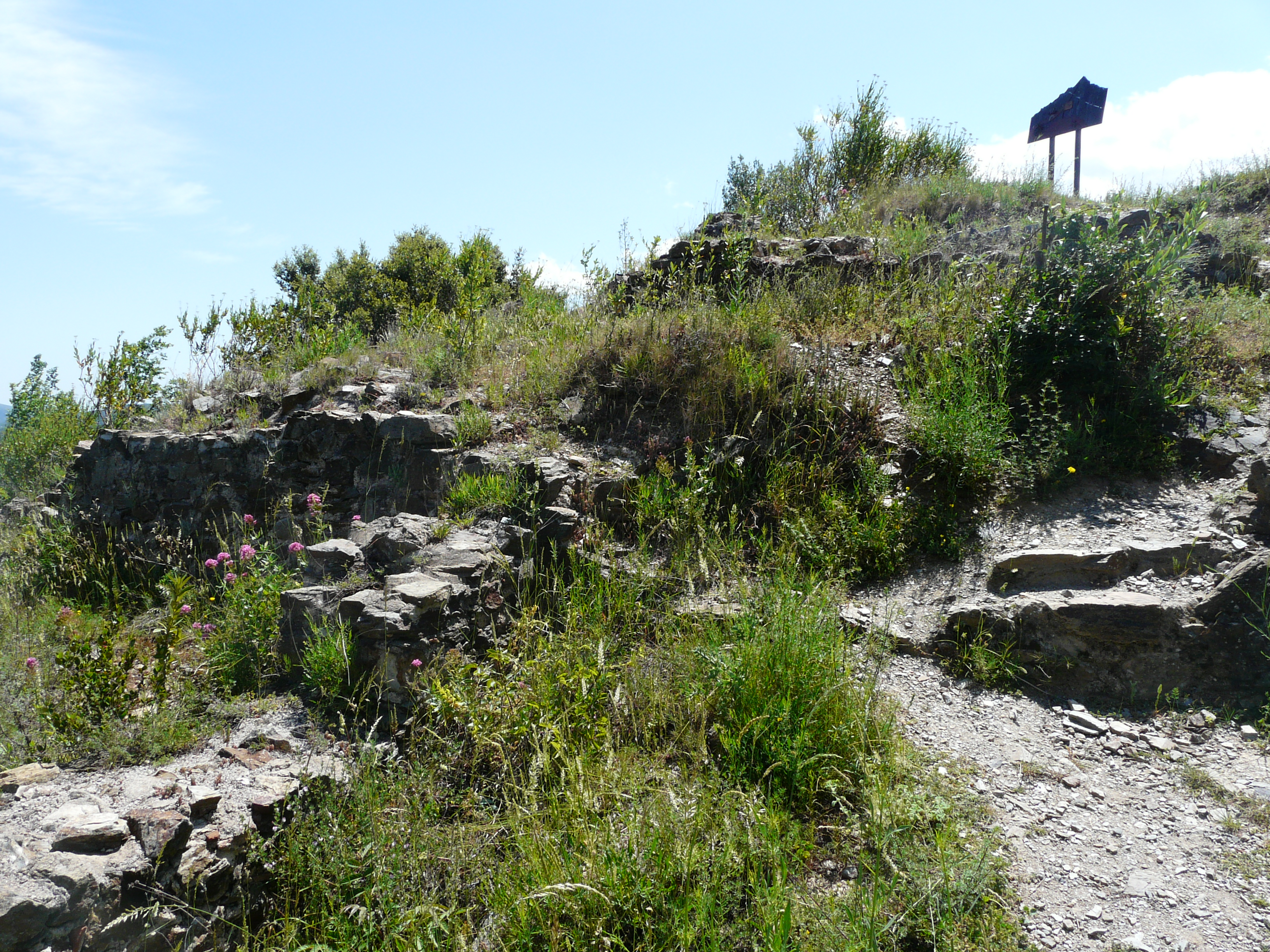
Les ruïnes, des del nord

El mur del costat nord és el que s'ha conservat sempre, fins a uns 3 m d'alçada. L'aparell és fet de petites peces de pissarra o d'esquist lligats amb molt de morter. Les pedres són simplement trencades, i en alguns sectors hi ha filades d'opus spicatum. Al sud-oest es dreça damunt del cingle un fragment de l'angle, fins a l'alçada de 2,5 m; és l'element que des del segle xvii més ha identificat el que havia estat el castell de Rià. Feta amb un aparell molt irregular, es tractava d'una torre separada de l'estructura principal. Al seu entorn, i fins als voltants de l'edifici principal, s'estenia una sèrie d'edificacions que els treballs arqueològics han tret a la llum. Fets amb un aparell molt irregular, tenen uns murs que oscil·len entre 60 i 70 cm de gruix, i en alguns llocs conserven alçades de fins a 1,5 m.
Tot plegat, hom pot veure que l'estructura principal es remunta als darrers temps de l'alta edat mitjana, i la resta d'edificacions foren afegides posteriorment. Des de darreries del segle XX existeix la Comissió d'Arquitectura Arqueològica Castell d'Arrià, que tenia la protecció del Conseil Régional de Languedoc - Roussillon (ara remodelat), de la Direction des Affaires Culturelles de Montpéllier i del mateix ajuntament de Rià i Cirac, que s'encarrega de la rehabilitació d'aquestes ruïnes.